# Central hidroeléctrica Chapiquiña
La Central hidroeléctrica Chapiquiña es una generadora de electricidad ubicada en Chapiquiña, provincia de Parinacota, a 120 kilómetros al oriente de Arica, sobre los 3300 metros sobre el nivel del mar. 
La fuerza proviene de la diferencia de altura de 1000 m entre el origen de las aguas traídas desde las lagunas de Cotacotani a través del canal Lauca y llevadas a su destino final que es el río Seco (Azapa) La central produce 10.2 MW.
Chapiquiña está integrada al Sistema Eléctrico Nacional. (SEN).